# WhatsApp
A WhatsApp ingyen letölthető üzenetküldő/chat program, amely 2014 óta a Facebook (Facebook Inc.) tulajdonában van. A WhatsAppot Brian Acton és Jan Koum, a Yahoo! korábbi dolgozói alapították 2009. február 24-én. A WhatsApp üzemeltetője a WhatsApp Inc., melynek székhelye a kaliforniai Mountain View-ban van. 2014-ben a Facebook felvásárolta a WhatsApp Inc.-et, körülbelül 19 milliárd dollárért.
 A WhatsApp-pal a felhasználók szöveges és hangüzenetet küldhetnek, hívásokat hajtsanak végre, illetve képeket, dokumentumokat és egyéb médiafájlokat oszthatnak meg. Az alkalmazás mobil eszközökön érhető el, de asztali gépeken is elérhető, amíg a mobilkészülék kapcsolódva van az internethez. Az alkalmazás használatához telefonszámos regisztráció szükséges. 2018 januárjában a WhatsApp bevezette az alkalmazás cég-orientált változatát, a WhatsApp Business-t, amelynek segítségével a cégek kommunikálhatnak a standard Whatsappot használó ügyfelekkel. 2015-re a világ legnépszerűbb üzenetküldő alkalmazása lett, és 2 milliárdnál is több felhasználója van világszerte. Több országban és földrészen is az első számú elektronikus kommunikációs alkalmazás lett.

## Története
A Whatsappot a Yahoo! két korábbi dolgozója, Brian Acton és Jan Koum alapították. Miután 2009 januárjában vásároltak egy iPhone-t és rájöttek, hogy az appok nagy potenciállal rendelkeznek, meglátogatták Koum barátját, Alex Fishman-t, hogy egy új üzenetküldő alkalmazásról beszéljenek. Ahhoz, hogy tovább tudják vinni az ötletet, iPhone-fejlesztőre volt szükségük. Fishman talált egy orosz fejlesztőt, akit bemutatott Koum-nak.
Koum a WhatsApp nevet adta az alkalmazásnak, amely szójáték a "what's up" kifejezéssel. 2009. február 24-én bejegyezte a WhatsApp Inc.-et  Kaliforniában. Mivel a Whatsapp korai verziói folyamatosan összeomlottak, így Koum arra gondolt, hogy feladja és új munkát keres. Acton arra bátorította, hogy "várjon még egy pár hónapot".
Ugyanebben az évben Koum bevezette a Whatsapp 2.0-át, melyen belül az adott felhasználó hálózatán mindenkit értesítenek, amikor a felhasználó státusza megváltozott. Az alkalmazás üzenetküldő funkcióval is rendelkezett, és az aktív felhasználók száma 250 ezerre nőtt. Acton közben egy másik ötleten dolgozott, de beszállt a cégbe. 2009 októberében Acton rávette öt korábbi barátját a Yahoo-nál, hogy fektessenek 250 ezer dollárt a cégbe. November elsején hivatalosan is a cég tagja lett. 2009 novemberében megjelent az alkalmazás, kizárólag iPhone-ra. Koum ezután felfogadta egy Los Angeles-i barátját, hogy fejlessze ki az alkalmazást BlackBerry-re is. Az alkalmazás két hónap múlva jelent meg. 2010-ben a Google több felvásárlásra vonatkozó ajánlatot tett a cégnek, de mindet visszautasították. 2011 első szakaszára a WhatsApp egyike volt az App Store Top 20 alkalmazásának.
2011 áprilisában a Sequoia Capital nyolc millió dollárt fektetett a cégbe, hogy 15%-os részesedést szerezzen. 2013 februárjára a Whatsappnak 200 millió aktív felhasználója és 50 dolgozója volt. A Sequoia újabb 50 millió dollárt fektetett a cégbe, így az értéke elérte az 1.5 milliárd dollárt. 2013-ban felvásárolták a SkyMobius nevű startupot, a Vtok nevű app fejlesztőit. 2013 decemberére az alkalmazásnak 400 millió felhasználója lett.
2014 februárjában, egy évvel az 1.5 milliárd dolláros értékelés után, a Facebook, Inc. bejelentette, hogy 19 milliárd dollárért felvásárolja a WhatsAppot. Ez volt eddig a cég legnagyobb felvásárlása.
Három nappal a felvásárlás után Koum bejelentette, hogy dolgoznak már a hangalapú hívás bemutatásán. Azt is bejelentette, hogy a Németországban árusított új mobiltelefonok gyárilag telepített Whatsapp applikációval érkeznek, és a fő céljuk az, hogy az összes okostelefonon jelen legyenek. 2014 augusztusában a Whatsapp volt a világ legnépszerűbb üzenetküldő alkalmazása, több mint 600 millió felhasználóval. 2015 januárjának első felére 700 millió felhasználója lett az appnak. 2015 áprilisában már 800 millió felhasználója volt. ez 2015 szeptemberére 900 millióra nőtt; 2016 februárjában pedig elérte az egymilliárdot.